# Caio Lucas
Caio Lucas Fernandes, mais conhecido como Caio Lucas (Araçatuba, 19 de abril de 1994), é um futebolista brasileiro que atua como ponta-esquerda. Atualmente joga no Al Sharjah.

## Carreira

### Categorias de base
Natural de São Paulo, Caio Lucas atuou nas divisões de base de dois times do estado, o América-SP e o São Paulo. Depois, em 2011, foi jogar na Chiba Kokusai High School.

### Kashima Antlers
Caio estrou profissionalmente pelo Kashima Antlers, em 2014.

### Al Ain
Após três temporadas de destaque no Japão, o Al Ain pagou 3 milhões de euros ao Kashima e assinou com Caio Lucas por quatro temporadas.

### Benfica
Após o termino do contrato com o Al Ain, o jogador foi negociado com o Benfica a custo zero já para a temporada 2019–20, assinando contrato até 2024.

## Estatísticas
Até 31 de outubro de 2018.

### Clubes
| Clube             | Temporada         | Campeonato nacional | Campeonato nacional | Campeonato nacional | Copa nacional[a] | Copa nacional[a] | Copa nacional[a] | Competições continentais[b] | Competições continentais[b] | Competições continentais[b] | Outros torneios[c] | Outros torneios[c] | Outros torneios[c] | Total | Total | Total   |
| Clube             | Temporada         | Jogos               | Gols                | Assist.             | Jogos            | Gols             | Assist.          | Jogos                       | Gols                        | Assist.                     | Jogos              | Gols               | Assist.            | Jogos | Gols  | Assist. |
| ----------------- | ----------------- | ------------------- | ------------------- | ------------------- | ---------------- | ---------------- | ---------------- | --------------------------- | --------------------------- | --------------------------- | ------------------ | ------------------ | ------------------ | ----- | ----- | ------- |
| Kashima Antlers   | 2014              | 30                  | 8                   | 5                   | 6                | 0                | 0                | —                           | —                           | —                           | 1                  | 1                  | 0                  | 37    | 9     | 5       |
| Kashima Antlers   | 2015              | 32                  | 10                  | 6                   | 4                | 2                | 0                | 6                           | 0                           | 2                           | —                  | —                  | —                  | 42    | 12    | 8       |
| Kashima Antlers   | 2016              | 16                  | 5                   | 3                   | 5                | 1                | 0                | —                           | —                           | —                           | —                  | —                  | —                  | 21    | 6     | 3       |
| Kashima Antlers   | Total             | 78                  | 23                  | 14                  | 15               | 3                | 0                | 6                           | 0                           | 2                           | 0                  | 0                  | 0                  | 100   | 27    | 16      |
| Al Ain            | 2015–16           | —                   | —                   | —                   | —                | —                | —                | 6                           | 2                           | 1                           | —                  | —                  | —                  | 6     | 2     | 1       |
| Al Ain            | 2016–17           | 24                  | 12                  | 12                  | 5                | 1                | 0                | 10                          | 3                           | 1                           | —                  | —                  | —                  | 35    | 15    | 13      |
| Al Ain            | 2017–18           | 19                  | 5                   | 11                  | 5                | 4                | 0                | 7                           | 1                           | 3                           | —                  | —                  | —                  | 34    | 12    | 14      |
| Al Ain            | 2018–19           | 8                   | 2                   | 3                   | 4                | 5                | 0                | —                           | —                           | —                           | 1                  | 1                  | 0                  | 20    | 9     | 3       |
| Al Ain            | Total             | 51                  | 19                  | 26                  | 14               | 10               | 0                | 23                          | 6                           | 5                           | 1                  | 1                  | 0                  | 89    | 36    | 31      |
| Total na carreira | Total na carreira | 129                 | 42                  | 40                  | 29               | 13               | 0                | 29                          | 6                           | 7                           | 2                  | 2                  | 0                  | 189   | 63    | 47      |

- a. ^ Jogos da Copa da Liga Japonesa e Copa dos Emirados Árabes Unidos
- b. ^ Jogos da Liga dos Campeões da AFC
- c. ^ Jogos da Copa do Imperador e Supercopa dos Emirados Árabes Unidos

## Títulos
Kashima Antlers
- Copa da Liga Japonesa: 2015
- Campeonato Japonês: 2016

Al Ain
- Campeonato Emiradense: 2017–18
- Copa do Presidente: 2017–18

Sharjah FC
- Copa do Presidente: 2022–23
- Liga dos Campeões Dois da AFC: 2024–25[2]

### Individuais
- Bola de prata da Copa do Mundo de Clubes da FIFA de 2018
- Melhor jogador da Liga dos Campeões Dois da AFC: 2024–25[3]